# Takvam (przystanek kolejowy)
Takvam – przystanek osobowy w Takvam, w regionie Hordaland w Norwegii, jest oddalona od Oslo Sentralstasjon o 458,63 km. 

## Ruch pasażerski
Należy do linii Bergensbanen, Jest elementem kolei aglomeracyjnej w Bergen i obsługuje lokalny ruch do Bergen, Voss i Myrdal. W ciągu dnia odchodzi z niej ok. 10 pociągów, głównie w dni powszednie. 

## Obsługa pasażerów
Wiata, parking na 5 samochodów.